# دونالد أكسلرود
دونالد أكسلرود (بالإنجليزية: Donald Axelrod)‏ هو أكاديمي أمريكي، ولد في 15 يناير 1916، وتوفي في 16 مارس 1999 بسبب سرطان.